# 约翰二世·德·布列塔尼

约翰二世的家徽

约翰二世（法語：Jean II，1239年1月3日—1305年11月18日）法国封建领主，布列塔尼公爵（1286年~1305年在位）和里士满伯爵（英国封号，1268年起）。布列塔尼公爵约翰一世之子，母亲为纳瓦拉公主布朗歇。
1259年，约翰与英格兰国王亨利三世的女儿比阿特丽丝结婚。他们育有6个子女：
1. 阿蒂爾二世
2. 若望·德·布列塔尼
3. 皮埃尔，里昂子爵
4. 玛丽·德·德勒
5. 布朗歇·德·德勒
6. 埃利诺拉·德·德勒

1260年，约翰由他的岳父亨利三世封为骑士。作为一个冲动的年轻人，他与其父一起参加了法王路易九世发动的、灾难性的第八次十字军东征。1270年，他参加了对突尼斯的围攻。在路易因瘟疫死后，所有十字军都立刻撤退了。
1285年，约翰参加了法国与阿拉贡王国的战争。由于他的种种亲法立场，他在英国的领地（因婚姻获得）被剥夺了。1297年，约翰二世在佛兰德为法国作战。
1305年，约翰二世在法国城市里昂死于教皇克莱孟五世（第一位亚维农教皇）的加冕典礼。当时他牵着教皇的马穿过人群，围观的群众把一面围墙挤塌，将这位不幸的贵族当场压死。
| 約翰二世德勒家族出生于：1239年1月3日逝世於：1305年11月18日 | 約翰二世德勒家族出生于：1239年1月3日逝世於：1305年11月18日 | 約翰二世德勒家族出生于：1239年1月3日逝世於：1305年11月18日 |
| 法國貴族爵位                                               | 法國貴族爵位                                               | 法國貴族爵位                                               |
| ---------------------------------------------------------- | ---------------------------------------------------------- | ---------------------------------------------------------- |
| 前任： 约翰一世                                            | 布列塔尼公爵 1286年~1305年                                 | 繼任： 阿蒂爾二世                                          |
| 英格蘭貴族爵位                                             |                                                            |                                                            |
| 前任： 约翰                                                | 里士滿伯爵 1268年~1305年                                   | 空缺被廢黜下一位持有相同頭銜者：約翰                       |